# Carpias longidactylus
Carpias longidactylus là một loài chân đều trong họ Janiridae. Loài này được Nordenstam miêu tả khoa học năm 1946.